# Paus Benedictus XII
Benedictus XII, geboren als Jacques Fournier (Canté, 1285 - Avignon, 25 april 1342) was een Franse monnik, lid van de orde van de cisterciënzers, die in 1334 paus werd.
Fournier was afkomstig uit Gascogne, waar hij tussen 1280 en 1285 nabij de stad Saverdun geboren werd als zoon van een bakker. Hij trad in bij de cisterciënzers. In zijn jonge jaren studeerde hij theologie te Parijs. In 1311 werd hij abt van de abdij Sainte-Marie de Fontfroide nabij Narbonne. Hij werd in 1317 bisschop van Pamiers en in 1326 van Mirepoix. Als bisschop van Pamiers toonde hij zich een onvermoeibaar inquisiteur. Hoogstpersoonlijk leidde hij het onderzoek naar de laatste grote groep Zuid-Franse katharen in het Pyreneeëndorp Montaillou. Hij nam de registers van zijn onderzoek zelfs mee toen hij paus werd. Johannes XXII benoemde hem in 1327 tot kardinaal. Hij nam deel aan de heftige strijd over de apostolische armoede die de franciscanen zeer verdeelde. Na de dood van Johannes XXII werd hij na een kort conclaaf op 20 december 1334 tot paus gekozen. Hij overleed op 25 april 1342. Clemens VI werd zijn opvolger.
Benedictus XII was paus in het tijdvak van de Babylonische ballingschap der pausen (1309-1376). Hij begon met de bouw van het Pausenpaleis in Avignon waar de pausen sinds 1309 verbleven. Zelf sober en eenvoudig levend streefde hij ernstig naar hervorming en versobering bij de kloosterorden. Zijn pogingen om het conflict tussen Engeland en Frankrijk op te lossen mislukten: in 1337 begon wat later de Honderdjarige Oorlog (1337-1453) is gaan heten.
In 1334 gaf hij aan Petrarca de opdracht om de wensen van Rome in een gedicht uit te drukken. Dezelfde Petrarca werd tijdens het pontificaat van Benedictus XII op het Capitool te Rome tot dichter gekroond.
Het onderzoek van Jacques Fournier naar de katharen van Montaillou is bekend geworden door de editie en vertaling van zijn inquisitieregisters - bewaard in de Vaticaanse Bibliotheek - door Jean Duvernoy en de studie erover van Emmanuel Le Roy Ladurie uit 1975, Montaillou, village occitan.